# Портрет кардинала Никколо Альбергати
«Портрет кардинала Никколо Альбергати» (нем. Kardinal Niccolò Albergati) — картина фламандского живописца Яна ван Эйка. Написана около 1435 года. Хранится в Музее истории искусств в Вене (инв. №GG 975).
В 1648 году картина была приобретена эрцгерцогом Леопольдом Вильгельмом Австрийским из коллекции антверпенского торговца произведениями искусства Петера Стевенса.

## История
На портрете изображен Никколо Альбергати (1373-1443), епископ Болоньи, кардинал Санта-Кроче в Иерусалиме и верховный наставник ордена картезианцев. В 1431 году Альбергати как папский легат побывал при дворах Франции, Англии и Бургундии с дипломатической миссией установление мирных переговоров для окончания Столетней войны (1337-1453). Целью этого конгресса было способствовать восстановлению дружеских отношений между Филиппом Добрым и французским дофином Карлом VII, ухудшившихся после убийства в 1419 году отца Филиппа, Жана Бесстрашного.
В документе XVII века воспроизводится надпись, находившаяся на утраченной первоначальной раме и указывающая на изображенную личность: «Настоящая картина, выполненная Яном ван Эйком в 1438 году, изображает кардинала Санта-Кроче, который был послан папой в Брюгге для установления мира между герцогом Филиппом [Бургундским] и дофином Франции после смерти его [Филиппа] отца».

## Описание
Филипп Добрый вызвал своего придворного живописца к себе в Аррас, когда переговоры еще не завершились и ван Эйк нарисовал кардинала с натуры. Этот рисунок стал подготовительным этапом для живописного портрета, созданного через несколько лет. Изысканный подготовительный рисунок был выполнен серебряным карандашом на грунтованном бумаге (хранится в Гравюрном кабинете, Дрезден). Этот набросок портрета является единственным сохранившимся рисунком ван Эйка и дает возможность представить себе промежуточный этап творческого процесса художника. Сначала он с документальной точностью передал и откорректировал черты лица, глаз, носа и рта серебряным карандашом, после чего смоделировал их объемы штриховкой.
На полях бумаги ван Эйк сделал детальные заметки на своем родном мозанском диалекте, дополнив монохромный рисунок деталями относительно нюансов цвета лица и глаз кардинала. Набросок и эти надписи стали основой для живописного портрета, который был создан маслом позже без модели. Сначала портретный рисунок был переведен на грунт деревянной доски с помощью механических приемов пропорционального увеличения, о чем свидетельствуют следы на листе. Вероятно, сам портрет был завершен ван Эйком с участием его помощников.
На картине отсутствует живая экспрессия, но ван Эйк передал великодушное благородство на мудром лице пожилого кардинала. Картина довольно небольшая по размеру, и, вероятно, следует личным требованиям своего заказчика. Кардинал изображен без головного убора и сохраняет спокойную отрешенность, которая характерна людям его ранга. На своих портретах ван Эйк сосредотачивает взгляд на человеке, образ которого как бы выходит из неопределенной тьмы на свет, становится ярче. Ван Эйк использует его для того, чтобы подчеркнуть душевные качества персонажа.